# Augusto De Marsanich
Augusto De Marsanich (Roma, 13 aprile 1893 – Roma, 10 febbraio 1973) è stato un politico e giornalista italiano, esponente del Movimento Sociale Italiano, di cui è stato segretario dal 15 gennaio 1950 al 10 ottobre 1954.

## Biografia
Nasce a Roma il 13 aprile 1893, di origini dalmate, da  Enrico e Adelaide Piccinini. Il padre fu funzionario statale che ebbe una facile ascesa alle più alte cariche durante il fascismo (tra le quali podestà di Viterbo). Fu seguace del sindacalismo rivoluzionario di Filippo Corridoni, interventista e combattente nella prima guerra mondiale come sottufficiale, prendendo parte anche alla guerra d'Etiopia.
Come il padre, Augusto fu fin dal 1921 aderente al movimento di Benito Mussolini, militando nel fascio di Roma, oltreché un fervente. Sua sorella, Teresa Iginia "Gina" De Marsanich, sposata con Carlo Pincherle, di confessione ebraica, fu la madre di Alberto Moravia.
Eletto nel 1929 deputato con il PNF, insieme alla carriera politica intraprese nel 1927 anche quella di dirigente sindacale: fu infatti presidente della Confederazione fascista dei lavoratori del commercio (1929-1933). Giornalista, fu direttore de Il Lavoro fascista. Fu membro del Gran Consiglio del Fascismo dal maggio al dicembre 1929.

Augusto De Marsanich nel 1935

Fu rieletto alla Camera nel 1934, e quindi nominato sottosegretario al ministero delle comunicazioni (Poste e Telegrafi) nel gennaio 1935 al novembre 1939 e per la Marina mercantile fino al febbraio 1943.
Dal 1939 fu consigliere nazionale della Camera dei fasci e delle corporazioni.
Dopo gli avvenimenti del 25 luglio e dell'8 settembre 1943 aderì alla Repubblica Sociale Italiana, per la quale fu nominato dall'Istituto per la Ricostruzione Industriale (IRI) commissario del Banco di Roma fino al 25 maggio 1944 e, successivamente, commissario dell'Alfa Romeo.
Figura di secondo piano nel regime fascista e nel periodo repubblichino, assunse un rilievo considerevole nelle vicende politiche del secondo dopoguerra, entrato nel Movimento Sociale Italiano (MSI) poco dopo la sua costituzione, De Marsanich, durante il primo congresso del partito il 27–29 giugno 1948 a Napoli, espresse la famosa dichiarazione: «Non rinnegare e non restaurare, respingendo tanto le rivendicazioni totali quanto le condanne indiscriminate del passato ... Lanciare tra le generazioni, che il dramma della guerra civile ha diviso, il ponte della concordia nazionale e della solidarietà sociale».

### Segretario del Movimento Sociale Italiano
Il 15 gennaio 1950, quando il comitato centrale del MSI mise in minoranza il segretario del partito Giorgio Almirante, De Marsanich venne nominato segretario del MSI al suo posto. La sua ascesa rappresentò una netta svolta, dall'auto-ghettizzazione succedette una accorta politica di inserimento, della quale punti significativi furono l'accettazione del Patto Atlantico, l'accordo con i monarchici teso alla costituzione di una grande destra, la dichiarata disponibilità ad appoggiare la Democrazia Cristiana (DC) in governi che dell'anticomunismo facessero il primo punto programmatico e, nello stesso tempo, l'ostentazione di un'ortodossia cattolica finalizzata all'ambiziosa prospettiva di un secondo partito cattolico in contrapposizione alla DC.
Questa linea politica aprì il MSI ad ampie prospettive, dove sul piano elettorale, apparentato con il Partito Nazionale Monarchico nelle elezioni amministrative del 1951 e del 1952, conquista la maggioranza in molte città meridionali come: Napoli, Avellino, Benevento, Bari, Lecce, Foggia e Salerno. Il successo venne confermato alle elezioni politiche del 1953 in cui il MSI (che in quelle del 1948 aveva ottenuto 526.670 voti, pari al 2% e 6 seggi) conquistava 1.580.293 voti, pari al 5,85% e 29 seggi.
Il 26-28 luglio 1952 fece tenere a L'Aquila il 3º Congresso nazionale del Movimento Sociale Italiano. Fu deputato della Repubblica Italiana nel 1953, eletto nelle circoscrizioni di Roma e dell'Aquila.
Il 10 ottobre 1954, per motivi di salute, Arturo Michelini gli subentrò come segretario del partito per richiesta ripetuta dello stesso De Marsanich, venendo questi nominato presidente. Con Arturo Michelini la continuità della linea politica venne assicurata, e sotto la di lui gestione il MSI sosterrà, a volte in misura determinante, vari governi democristiani.

### Presidente del Movimento Sociale Italiano
Dal 10 ottobre 1954 fu presidente del partito, fino al 1972, oltre a reggere per pochi mesi la presidenza onoraria dell'MSI-DN, la nuova formazione nata dall'unione tra MSI e monarchici.
Fu riconfermato alla Camera nel 1958 e nel 1963.
All'elezione del Presidente della Repubblica Italiana del 1964, che si concluse poi con la proclamazione del socialdemocratico Giuseppe Saragat, venne candidato dall'MSI ottenendo un massimo di 41 voti, al 4º scrutinio.
Alle elezioni politiche del 1968 venne candidato al Senato della Repubblica, tra le liste dell'MSI nella circoscrizione Lazio, ed eletto senatore, carica che tenne fino al 1972.
Morì a Roma il 9 febbraio 1973.